# Los Díaz (Panamá Oeste)
Los Díaz es un corregimiento del distrito de La Chorrera en la provincia de Panamá Oeste, República de Panamá. La localidad tiene 1750 habitantes (2023).